# Тромело
Тромѐло (на италиански: Tromello, на местен диалект: Trümé, Трюме) е малко градче и община в Северна Италия, провинция Павия, регион Ломбардия. Разположено е на 97 m надморска височина. Населението на общината е 3873 души (към 2010 г.).